# Horst-Günther Koch
Horst-Günther Koch (* 17. März 1911; † 4. Mai 1981 in Apolda) war ein deutscher Meteorologe.

## Leben
Koch studierte bei Ludwig Weickmann an der Universität Leipzig und wurde 1934 mit einer Dissertation über die "Temperaturverhältnisse und Windsystem eines geschlossenen Waldsystems" zum Dr. phil. promoviert. 
Ab 1945 beteiligte er sich am Wiederaufbau des Wetterdienstes in der damaligen sowjetischen Besatzungszone und wurde mit dem Aufbau und der Leitung der Thüringischen Landeswetterwarte in Weimar betraut. Mit der Schaffung des Meteorologischen Dienstes der DDR 1951 wechselte er in den Bereich der Fachabteilung Agrarmeteorologie/Bioklimatologie und übernahm die Leitung der Bioklimatischen Forschungsstation Bad Kösen des Landeswetterdienstes Sachsen-Anhalt.
Mit seiner "Wetterheimatkunde von Thüringen" wurde er 1952 an der Friedrich-Schiller-Universität Jena habilitiert. Am 1. September 1952 wurde er als Dozent, 1960 als Professor mit Lehrauftrag an die Universität Jena berufen und mit der Leitung des Meteorologischen Instituts betraut. 1974 wurde er mit der Reinhard-Süring-Plakette der Deutschen Meteorologischen Gesellschaft ausgezeichnet.

## Werke
- Meteorologische Studien im Mittelmeer. Berlin: Akademie-Verlag, 1950
- Wetterheimatkunde von Thüringen. Jena: VEB Gustav Fischer Verlag, 1953